# Platybunus femoralis
Platybunus femoralis is een hooiwagen uit de familie echte hooiwagens (Phalangiidae).